# الإمارة الجروانية
الإمارة الجروانية (795 – 820 هـ / 1392 – 1417 م) حكمت إقليم البحرين في القرن 14. تأسست من قبل جروان الأول بن ناصر المالكي من القطيف. هناك عدة أقوال في نسبهم بعض المراجع تنسبهم إلى قبيلة بني عقيل أو إلى بني عبد القيس والذي نتمي إليه سلالة العيونيون (1076-1235).، وأخرى إلى عشيرة بني الحمس من بني مالك من جهينة. حصل الجروانيون على السلطة في القرن 14 بعد طرد قوات سعيد بن مغامس رئيس قبيلة المنتفق التي كان مقرها في مدينة البصرة العراقية.
وصفت مصادر معاصرة مثل ابن بطوطة وابن حجر العسقلاني الجروانيون بأنهم روافض وهو مصطلح للشيعة الذين رفضوا الخلفاء الراشدين الثلاثة الأوائل في حين أن علماء أهل السنة والجماعة في القرن 15 في مصر يصفونهم بأنهم فلول القرامطة. يخلص المؤرخ خوان كول بأنهم كانوا إسماعيليين. ومع ذلك تم تعزيز مكانة أفراد الطائفة الإثنا عشرية الشيعية تحت حكمهم وعين علماء الإثني عشرية في المناصب القضائية والمناصب الهامة الأخرى بما في ذلك رئيس الحسبة. أيضا على عكس القرامطة عقدت الصلوات الإسلامية في المساجد تحت حكم الجروانيون حسب صيغة الصلاة الشيعية. وكان العالم الديني الشيعي الإثني عشري جمال الدين المطوع من القرن الرابع عشر، ينتمي إلى سلالة الجروانيين. وفقا للحميدان المتخصص في تاريخ شرق الجزيرة العربية كان الجروانيون اثني عشرية ومصطلح القرامطة كان يستخدم ببساطة باعتباره صفة للشيعة.
انتهى حكم الجروانيين في القرن 15 على يد الدولة الجبرية وهي عشيرة بدو بني عقيل.